# Huset Montfort
Huset Montfort av Bretagne regerade i hertigdömet Bretagne från 1365 till 1514. Det var en förgrening av bretagniska huset Dreux, som i sig var en förgrening huset Dreux; som in sin tur var en del av den capetingiska dynastin.
Huset Montfort efterträdde den bretagniska förgreningen av Huset Dreux, de framlade 1341 sin rätt att efterträda hertig Johan III av Bretagne. Bretonska tronföljdskriget (en del av hundraårskriget) utbröt till följd av detta, som slutligen vanns av huset Montfort 1364.
Dynastin efterträddes av familjen Valois. Gradvis införlivades hertigdömet i den franska staten, så i praktiken efterträdde Frankrike huset Montfort.